# Buryang-myeon
Buryang-myeon (koreanska: 부량면) är en socken i den sydvästra delen av Sydkorea,  200 km söder om huvudstaden Seoul.  Den ligger i kommunen Gimje i provinsen Norra Jeolla. 